# Dryotribus mimeticus
Dryotribus mimeticus là một loài bọ cánh cứng trong họ Curculionidae. Nó là loài đặc hữu của Hoa Kỳ, và cũng được ghi nhận ở trên Scorpion Reef một chuỗi đảo xa xôi ở México. Các loài hiện diện ở Florida, nó đã được đề xuất trong Biologia Centrali-Americana rằng nó đã được thực sự du nhập đến Hawaii từ dân số Florida.
Người ta cũng ch rằng loài này hiện diện ở các thanh gỗ trôi trên đảo Laysan, French Frigate Shoals, đảo Johnston và đảo Wake. Dù được xem là đã tuyệt chủng từ năm 1986, 2 mẫu của D. mimeticus đã được tìm thấy và sưu tập ở Cộng hòa Dominica năm 1997; 11 năm sau loài này đã được cho là bị tuyệt chủng. Năm 2002, các bản mẫu khác của loài được sưu tập ở Montserrat.